# Château de Saint-Aignan (Saint-Denis-de-l'Hôtel)
Pour les articles homonymes, voir château de Saint-Aignan.
Le château de Saint-Aignan est un château situé à Saint-Denis-de-l'Hôtel, dans le département français du Loiret.
Le château se trouve dans le périmètre de la région naturelle du Val de Loire inscrit au patrimoine mondial de l'Organisation des Nations unies pour l'éducation, la science et la culture (Unesco).

## Géographie
Le château est situé à l'ouest du bourg de Saint-Denis-de-l'Hôtel, sur la rive nord de la Loire, à l'angle de la rue du Mont et de l'avenue d'Orléans, dans la région naturelle du Val de Loire.

## Histoire
Le château est construit entre 1866 et 1869 selon les plans de l'architecte français Clément Parent.
L'ensemble de la toiture est détruit par un incendie pendant la Seconde Guerre mondiale, en février 1941 ; elle est remplacée par une terrasse avec acrotère.

## Propriétaire
- Henri de Beaucorps (1873-1961), colonel français[2].